# La Hoya
La Hoya – gmina w Hiszpanii, w prowincji Salamanka, w Kastylii i León, o powierzchni 8,67 km². W 2011 roku gmina liczyła 48 mieszkańców.